# Gorgonzola (Italie)
Pour les articles homonymes, voir Gorgonzola.
Gorgonzola est une commune italienne d'environ 21 000 habitants située dans la ville métropolitaine de Milan, en Lombardie.

## Étymologie
On ne connaît pas l'étymologie de Gorgonzola. Selon certaines sources, ce nom viendrait de la déesse Concorde, transformé en Concordiola et, pour finir, en Gorgonzola.

## Géographie
- 1Carte dynamique
- 2Carte Openstreetmap
- 3Carte topographique
- 4Carte avec les communes environnantes

Gorgonzola se trouve à 15 kilomètres à l'est de Milan, non loin du terminus de la ligne verte (ligne M2) du métro de Milan.

## Histoire
Il y existe des traces d'un village existant déjà au Xe siècle, quand le notaire de Saint Ambroise était le gardien de l'église Saints Gervais-et-Protais du village.
En 1176, Gorgonzola a fait partie de la Ligue lombarde.
En 1288, elle est devenue l'une des plus importantes villes du Diocèse de Milan.

## Économie
C'est dans cette partie de la Lombardie qu'est né le célèbre fromage gorgonzola.

## Culture
- Dans Les Fiancés, Alessandro Manzoni parle, dans un chapitre entier, de Gorgonzola et explique que Renzo mange à la Trattoria dei Frati (Trattoria des Frères). Celle-ci est aujourd'hui fermée.

- Dans l'album Coke en Stock des Aventures de Tintin, Rastapopoulos se cache sous le pseudonyme de Marquis di Gorgonzola.

### Jumelages
- Ambert (France) depuis 2003 ; les deux villes sont éponymes d’un fromage à pâte persillée (fourme d'Ambert et gorgonzola) et se trouvent quasiment à la même latitude ;
- Annweiler am Trifels (Allemagne) depuis 2008.

## Administration
| Période                                  | Période       | Identité           | Étiquette     | Qualité                 |
| ---------------------------------------- | ------------- | ------------------ | ------------- | ----------------------- |
| 27 mai 2003                              | 28 avril 2008 | Stefano Lampertico | Centre-Gauche | Maire                   |
| 2008                                     | 2013          | Walter Baldi       | Ligue du Nord | Maire                   |
| 2013                                     | 2013          | Simona Pesole      |               | Commissaire prefectoral |
| 2013                                     | En cours      | Angelo Stucchi     | Centre-Gauche | Maire                   |
| Les données manquantes sont à compléter. |               |                    |               |                         |

### Communes limitrophes
Gessate, Pessano con Bornago, Bussero, Bellinzago Lombardo, Pozzuolo Martesana, Cassina de' Pecchi, Melzo.

### Évolution démographique
Habitants recensés